# Plain
«Plain» es una canción de la cantante de Nueva Zelanda Benee con la cantante británica Lily Allen y la rapera estadounidense Flo Milli. Se lanzó a través de Republic Records el 27 de octubre de 2020 como el tercer sencillo de su álbum de estudio debut Hey U X.

## Antecedentes
El lanzamiento de «Plain» fue precedido por los sencillos «Night Garden» y «Snail». Sobre el motivo detrás de la pista, Benee le dijo a NME:« Quería convertirla en una canción que alguien pudiera escuchar cuando se enterara de que su ex está con alguien nuevo. La sensación apesta, así que quería que 'Plain' te hiciera sentir como si tuvieras la ventaja. Lily y Flo Milli tienen un descaro genial, ¡y sus versos realmente elevaron la pista!».
La canción fue lanzada como un lanzamiento sorpresa sin anuncio previo el 27 de octubre de 2020 por Republic Records.

## Composición y recepción
Musicalmente, «Plain» es un pop alternativo. La canción fue descrita como «segura de sí misma» y un «ritmo atronador». Triple J describió «Plain» como "un mensaje para el ex, entregado con descaro y sonidos de ensueño». Ella elogió el verso de Allen, describiéndolo como «uno hermosamente melancólico» y que al «acoplarlo con el ya cautivador estilo de entrega vocal de Benee, traer a Lily a una canción como esta se siente como una flexión natural». Hacia el final de la pista, Mike Wass de Idolator escribió «Resulta que la canción está destinada a ser un dedo medio levantado para un ex».

## Posicionamiento en listas
| Listas (2020)                    | Mejor posición |
| -------------------------------- | -------------- |
| Nueva Zelanda Hot Singles (RMNZ) | 13             |